# هواگرد بازدارنده

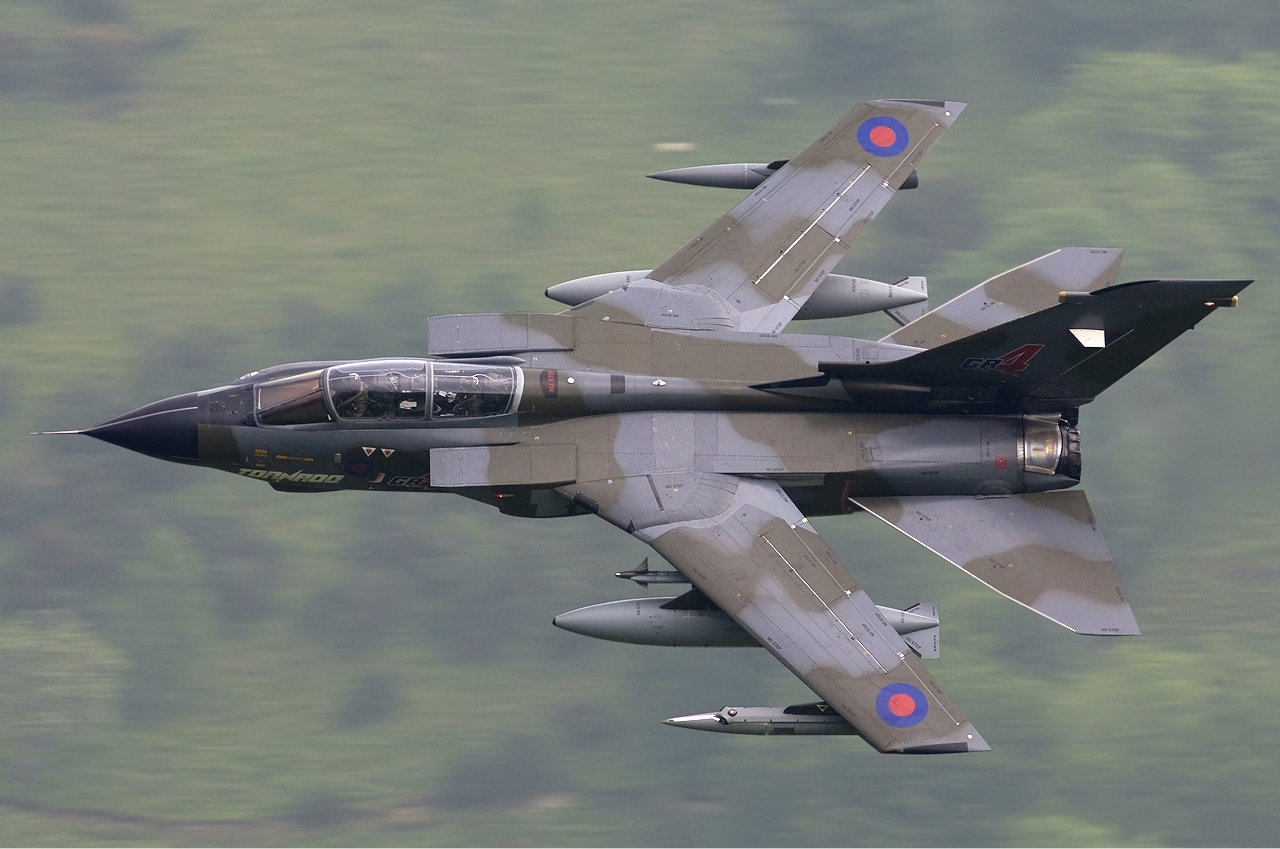
یک نیروی هوایی پادشاهی بریتانیا پاناویا تورنادو که از در دره ماخ لوپ پرواز می‌کند.

هواگرد بازدارنده (به انگلیسی: interdictor) نوعی هواگرد تهاجمی یا بمب‌افکن تاکتیکی است که در پشت خطوط دشمن عمل می‌کند و وظیفه دارد تا اهداف نظامی دشمن را به‌ویژه آنهایی که شامل لجستیک هستند، بازدارد. بازدارندگی از رسیدن نیروها و تدارکات دشمن به جبهه جلوگیری می‌کند یا آن را به تأخیر می‌اندازد. این اصطلاح ممکن است دیگر استفاده نشود. جنگنده ضربتی مفهومی نزدیک به آن است، اما تأکید بیشتری بر قابلیت‌های رزم هوابه‌هوا شبیه یک جنگنده چند منظوره دارد. نسخه‌های بزرگتر یا سنگین‌تر با مأموریت مشابه هواگرد بازدارنده معمولاً به عنوان «نفوذگر» نامیده می‌شوند.
در دوران پس از جنگ، نیروی هوایی بریتانیا انواعی از بمب‌افکن‌های جت انگلیش الکتریک کانبرای خود را معرفی کرد، زیرا این هواپیماها از نقش بمباران راهبردی مستقل شدند و با بمب‌افکن‌های جدید «وی» جایگزین شدند. با افزایش تمایل به یک هواپیمای مدرن‌تر برای این نقش، توسعه BAC TSR-2 (از طرح «حمله تاکتیکی و شناسایی، ماخ ۲») آغاز شد، اما این برنامه بعداً لغو شد. آمریکا توسعه یک هواپیمای مشابه را در همان زمان آغاز کرد که به نام اف-۱۱۱ آردوارک ظاهر شد. شکست TSR-2 و تمایل سایر کشورهای اروپایی برای طراحی مشابه، منجر به برنامه هواگرد رزمی چند منظوره (MRCA) شد، اگرچه یک محصول اروگایی با برد کوتاهتر بود، اما به عنوان پاناویا تورنادو بازدارنده/ضربتی عملی شد. سوخو-۲۴ نیز شوروی در اوایل دهه ۱۹۷۰ ظهور کرد.
به منظور عبور ایمن از یک خط مقدم به‌شدت دفاعی، هواگردهای بازدارنده در ارتفاعات بسیار پایین پرواز می‌کنند (در برخی موارد مجبور هستند همسطح خطوط برق پرواز کنند) تا از پوشش زمین برای محافظت از خود در برابر سلاح‌های هدایت‌شونده راداری دشمن استفاده کنند. پرواز در ارتفاع پایین همچنین نیاز به مصرف سوخت بسیار بیشتری دارد و بنابراین هواپیماهای بازدارنده عموماً بزرگتر هستند.

## لیست هواگردهای بازدارنده
- نورث امریکن ای-۵ ویجلانت
- جنرال داینامیکس اف-۱۱۱ آردوارک
- BAC TSR-2 - متوقف شد
- پاناویا تورنادو
- سوخو-۲۴
- انگلیش الکتریک کانبرا